# De van der Schueren
De van der Schueren is een van oorsprong Brabants meiseniersgeslacht uit Grimbergen in Vlaams-Brabant, waarvan telgen de adellijke titel van ridder voeren. Twee broers werden op grond van een adelsbrief uit 1715 door koning Willem I op 19 februari 1821 in de Nederlandse adel ingelijfd met de titel van ridder op alle mannelijke afstammelingen.

## Geschiedenis
De geregelde afstamming van het geslacht vangt aan met Peeter van der Schueren schepen in de hoofdbank van Grimbergen die in 1627 in Meise werd begraven. Zijn zoon, mr. Jan van der Schueren, gehuwd met Maria van Steenwinkel, werd door de Spaanse koning op 16 december 1659 verheven in de Zuid-Nederlandse adel. In de adelsbrief van keizer Karel VI van 9 april 1715 werd aan het familiewapen een kroon op de helm toegevoegd en werd aan alle afstammelingen van Gaspar Joseph van der Schueren (1690-1744), nazaat van de stamvader, als een bijzonder blijk van vorstelijke gunst toegestaan de vóór hun naam te voeren.
Door de eeuwen heen heeft een aantal mannelijke leden zich verdienstelijk gemaakt als militair. De hieronder vermelde Johannes Baptista Gerardus (1899-1990) was van 1945 tot 1946 militair commissaris van Noord-Brabant, souschef Militair Gezag. Verder was Joannes Baptist de van der Schueren (1755-1815), evenals zijn broer, Vincentius Franciscus Josephus ( 1762-1793), in de 2e helft van de 18e eeuw officier in een Regiment Oranje-Nassau. Ook de twee zonen van Joannes Baptist, Joannes Franciscus (1798-1880) en Ludovicus Joannes Hubertus (1800-1886), dienden vlak na de oprichting van de Staande Armee in 1814 bij respectievelijk de Cavalerie en Infanterie. Van Ludovicus is bekend dat hij heeft deelgenomen aan de veldslagen bij Quatre Bras en Waterloo. Bij Koninklijk Besluit van 12 oktober 1831 werd Joannes Franciscus benoemd tot Ridder der Militaire Willems-Orde der 4e Klasse vanwege zijn verdienste als Kapitein in de 1e Compagnie van de Mobiele Bossche Schutterij tijdens de Tiendaagse Veldtocht.

### Wapenbeschrijving
Schild: In zilver drie halve blauwe lelies, de eerste bedekt door een rood vrijkwartier beladen met een gouden dubbelstaartige leeuw goud getongd, een half aanziende helm, een kroon van drie bladeren, dekkleden zilver en blauw,  helmteken de leeuw van het vrijkwartier, uitkomend, maar rood getongd en genageld.

## Enkele telgen
Carolus Godefridus Dominicus des H.R. Rijksridder de van der Schueren (1725-1781), ritmeester in Oostenrijkse dienst en trouwde met een Nederlandse waarna nageslacht zich in Nederland vestigde
- Johannes Baptista des H.R. Rijksridder de van der Schueren (1755-1815), officier, maire van Vught
  - Johannes Franciscus ridder de van der Schueren (1798-1880), lid Gedeputeerde Staten van Noord-Brabant, in 1821 ingelijfd in de Nederlandse adel
    - Ludovicus Franciscus Cornelius Hubertus Michaël ridder de van der Schueren (1841-1921), burgemeester van Zevenaar, lid Provinciale Staten van Gelderland, dijkgraaf van de Lijmers
      - Joannes Adrianus Alphonsus Josephus Maria ridder de van der Schueren (1876-1936), burgemeester van Ravenstein
      - Fredericus Maria Alphonsus Josephus ridder de van der Schueren (1878-1965), burgemeester van Raamsdonk en Oosterhout

  - Ludovicus Johannes Hubertus ridder de van der Schueren (1800-1886), ambtenaar, in 1821 ingelijfd in de Nederlandse adel
    - Jkvr. Adriana Wilhelmina Gijsberta de van der Schueren (1837-1906); trouwde in 1861 met jhr. Raphaël Alexander Johannes Boudewinus Maria van Nispen tot Sevenaer, heer van Sevenaer (1835-1885), onder andere Tweede Kamerlid
    - Mr. Johannes Baptista Josephus Nicolaas ridder de van der Schueren (1841-1905), raadsheer Gerechtshof te 's-Gravenhage
      - Karel Adriaan Maria ridder de van der Schueren (1868-1930), burgemeester in Waalwijk en Bemmel, lid Provinciale Staten van Gelderland
        - Ir. Johannes Baptista Gerardus Maria ridder de van der Schueren (1899-1990), commissaris van de Koningin in Overijssel
          - Pieter Jan Jozef ridder de van der Schueren (1927-2019), makelaar; trouwde in 1955 met Maria Elisabeth Wilhelmina de Quay (1930-2021), dochter van de commissaris van de Koningin in Noord-Brabant en latere minister-president dr. Jan de Quay (1901-1985)

Alewijn † ·
Du Bus † ·
De Bye ·
Van de Vivere · 
Van der Heim † ·
Huyssen van Kattendijke ·
Van Lockhorst † ·
De Maurissens † ·
Pauw † ·
De Plevits † ·
Van Rappard · 
Van der Renne † ·
Van Rosenthal ·
De van der Schueren ·
De Stuers ·
De Thier ·
De Warzée d'Hermalle † ·
Van Westreenen van Tiellandt † 

Geslachten die tot de adel van het Koninkrijk der Nederlanden behoren of hebben behoord. Lijst volgens opgave van de Hoge Raad van Adel. †: Geslacht uitgestorven of titel vervallen.